# Камияма, Кэндзи
Кэндзи Камияма (яп. 神山 健治 Камияма Кэндзи, род. 20 марта 1966 года, Титибу) — японский аниматор, режиссёр анимации, сценарист, художник-постановщик. Исполнительный содиректор акционерной компании CRAFTAR (бывшая STEVE N' STEVEN). Основные работы: сериал «Призрак в доспехах: Синдром одиночки», Eden of the East. Регулярно работает с аниме-студией Production I.G.

## Биография
Камияма начал свою профессиональную карьеру в анимации в качестве художника фонов и художника-постановщика, его имя есть в титрах таких аниме, как AKIRA (1988) и «Ведьмина служба доставки» (1989). Примерно с 1994 года он начал проявлять свой талант в работе над кат-сценами. Затем в 1996 году он стал одним из членов команды Осии в Production I.G. Камияма работал над аниме «Оборотни» и писал сценарий для Blood: The Last Vampire (2000). В 2002 году дебютировал как режиссёр в сериале Minipato. Международное внимание пришло с сериалами «Призрак в доспехах: Синдром одиночки» и «Призрак в доспехах: Синдром одиночки 2nd GIG» (2004). В 2007 году работал режиссёром над сериалом Moribito: Guardian of the Spirit. Его первой оригинальной работой стал сериал Eden of the East в 2009 году. Также является автором оригинального аниме «Спящая принцесса», показ которого состоялся 18 марта 2017 года.
14 ноября 2021 года состоялась премьера аниме-сериала «Бегущий по лезвию: Чёрный лотос», режиссерами 1-го сезона стали Камияма и Синдзи Арамаки.
На 12 апреля 2024 года намечена премьера нового аниме-фильма «Властелин колец: Война рохиррим», режиссёром которого выступил Камияма.

## Работы

### Автор оригинала
2017 — «Спящая принцесса» (яп. ひるね姫 〜知らないワタシの物語〜 хирунэ химэ сиранай ватаси но моногатари, досл. «Дремлющая принцесса: История про неизвестную меня»)
— режиссёр, сценарист, автор оригинала

2011 — Xi AVANT (яп. クロッシィ・アバン Куросси Абан, «Кросси Аван») — режиссёр, сценарист, автор оригинала

2010 — Eden of the East the Movie II: Paradise Lost (яп. 東のエデン 劇場版II Paradise Lost Хигаси но Эдэн гэкидзё:бан ни Парадаису росуто, «Восточный Эдем фильм II: Потерянный рай») — режиссёр, сценарист, раскадровка, автор оригинала

2009 — Eden of the East the Movie I: The King of Eden (яп. 東のエデン 劇場版I The King of Eden Хигаси но Эдэн гэкидзё:бан ити дза кингу обу эдэн, «Восточный Эдем фильм I: Король Эдема») — режиссёр, сценарист, раскадровка, автор оригинала

2009 — Eden of the East [ТВ] — режиссёр, сценарист, раскадровка (1, 5, 10-11 серии), автор оригинала

### Режиссёр
2024 — «Властелин колец: Война рохиррим» — режиссёр
2021 — Blade Runner: Black Lotus — сорежиссёр, совместно с Синдзи Арамаки
2020 — Ghost in the Shell: SAC 2045 — сорежиссёр, совместно с Синдзи Арамаки
2019 — Ultraman — сорежиссёр, совместно с Синдзи Арамаки
2016 — Cyborg 009 Call of Justice — режиссёр
2013 — Mou Hitotsu no Mirai o (яп. もうひとつの未来を Мо: хитоцу но мираи о, «Ещё одно будущее»)

2012 — 009 Re:Cyborg — режиссёр, сценарист

2011 — Ghost in the Shell: Stand Alone Complex — Solid State Society 3D — режиссёр, сценарист, раскадровка

2007 — Shin-Onna Tachiguishi Retsuden (яп. 真・女立喰師列伝 Син онна татигуиси рэцудэн) — режиссёр, актёр

2007 — Moribito: Guardian of the Spirit — режиссёр, сценарист (1-26 серии), раскадровка (1 серия)

2006 — Ghost in the Shell: Stand Alone Complex Solid State Society — режиссёр, сценарист, раскадровка

2004 — Призрак в доспехах: Синдром одиночки 2nd GIG — режиссёр, сценарист (31-35, 37-42, 44-52 серии), раскадровка (52 серия)

2002 — Призрак в доспехах: Синдром одиночки — режиссёр, композиционный ряд, сценарий (1, 14, 31-35, 37-42, 44-52 серии), раскадровка (1, 4, 9, 16, 52 серии), менеджер отдела (3 серия)

2002 — Minipato (яп. ミニパト Минипато, Миниатюрная Полиция Будущего)

### Принимал участие
2008 — Keitai Sousakan 7 (яп. ケータイ捜査官7 Кэ:таи со:сакан сэбун, Мобильный следователь 7) — раскадровка вступительной заставки

2001 — Summon Night 2 (яп. サモンナイト2 Самон наито 2, Призыв ночи 2) (игра) — постановщик вступительной заставки, раскадровка

2001 — Blood: The Last Vampire 2000 (манга) — планирование сотрудничество

2000 — PoPoLoCrois II (яп. ポポロクロイス物語II Попорокуроису моногатари II, Повесть о Пополокруа II) (игра) — режиссёр по анимации, постановщик, раскадровка

2000 — Blood: The Last Vampire — сценарист

2000 — Medabots Spirits (яп. メダロット魂 Мэдароттодамасии) — раскадровка

2000 — Medabots (яп. メダロット Мэдаротто, Медаботы) (телесериал) — постановщик

2000 — Оборотни — постановщик

1999 — Wild Arms: Twilight Venom (яп. ワイルドアームズ トワイライトヴェノム Ваирудо а:мудзу товаираито вэному, Дикое оружие: Сумеречный яд) — сценарист

1999 — Medabots (яп. メダロット Мэдаротто, Медаботы) (телесериал) — раскадровка (эпизода 19, 34, 41, 48), режиссёр (эпизоды 34, 41, 48)

1995 — El Hazard — The Magnificent World — фон

1995 — Policenauts (яп. ポリスノーツ Порисуно:цу) (игра) — редактор

1994 — Genocyber (яп. ジェノサイバー 虚界の魔獣 Дзэносаиба: Кёкаи но мадзю:, Генокибер: монстр из воображаемого мира) — художник-постановщик, фон

1993 — Легенда о псах-воинах: новая глава — художник-постановщик

1992 — Mikeneko Holmes no Yuurei Joushu (яп. 三毛猫ホームズの幽霊城主 Микэнэко Хо:мудзу но ю:рэи дзё:сю, Трёхцветная кошка Холмс и призрак замка) (OVA) — художник-постановщик (Bihou)

1992 — SILENT MÖBIUS 2 (яп. サイレントメビウス2 Саирэнто Мэбиусу 2, Молчаливый Мёбиус 2) — фон

1991 — SILENT MÖBIUS (яп. サイレントメビウス Саирэнто Мэбиусу, Молчаливый Мёбиус) — художник

1991 — Burn Up! — художник-постановщик

1991 — Roujin Z (яп. 老人Z Ро:дзин Дзэтто, Старик Зет) — помощник художественного руководителя

1990 — Iczer Reborn (яп. 冒険!イクサー3 Бо:кэн! Икуса: сури:, Приключение! Икзер 3)

1989 — Ведьмина служба доставки — фон (Studio Fuga)

1989 — Little Nemo: Adventures in Slumberland — фон

1988 — AKIRA — фон (Studio Fuga)

1987 — City Hunter — фон (20 серия) (Studio Fuga)